# IBook
Ne pas confondre avec l'application de lecture et achats de livres numériques d'Apple iBooks.
 (juin 2020).
Si vous disposez d'ouvrages ou d'articles de référence ou si vous connaissez des sites web de qualité traitant du thème abordé ici, merci de compléter l'article en donnant les références utiles à sa vérifiabilité et en les liant à la section « Notes et références ».
L'iBook est une famille d'ordinateurs portables d'Apple vendus entre 1999 et 2006. Ils étaient destinés au grand public ainsi qu'aux marchés de l'éducation, à un prix et spécification inférieurs aux PowerBooks, les ordinateurs portables haut de gamme d'Apple.
Durant leur existence, les iBook ont connu trois designs différents. Le premier d'entre eux, connu sous le nom de « palourde » (« Clamshell » en anglais), se distingue des autres ordinateurs portables de la même époque par sa forme, ses couleurs vives, la présence d'une poignée et ses connexions sans fil. Deux ans plus tard, ils abandonnent cette forme si particulière pour un aspect rectangulaire plus conventionnel. En octobre 2003, une troisième génération apporte un processeur PowerPC G4 et un lecteur CD mange-disque.
En mai 2006, Apple remplace les iBook par les MacBook, lors de la transition à Intel.

## iBook G3
À la fin des années 1990, Apple refond ses familles d'ordinateurs, passant d'une déconcertante variété de modèles avec les Performa, Les LC, les Quadra, les Power Macintosh et les PowerBook à une stratégie simplifiée avec quatre gammes : les portables et les ordinateurs de bureau, l'un et l'autre à destination du grand public ou des professionnels. Avec l'arrivée de l'iMac en tant qu'ordinateur de bureau grand public, il ne manquait à Apple qu'un ordinateur portable grand public. Cela donna lieu à de nombreuses rumeurs et potentiels concepts sur Internet. En présentant l'iBook G3, le 21 juillet 1999 à la Macworld Conference & Expo, Steve Jobs met fin aux rumeurs.
Le design de l'iBook est grandement inspiré de l'iMac G3, Apple le présentant même comme « iMac to go », iMac à emporter. La forme palourde rappelle quant à elle, l'eMate. Pour l'iBook, Apple a continué d'utiliser des plastiques transparents et colorés, à son lancement il est disponible en de nombreux coloris. Tout comme l'iMac, l'iBook G3 dispose d'un processeur PowerPC G3, et aucun connecteur conçu par Apple. L'USB, l'Ethernet, un modem et un lecteur de disque sont présents en standard sur l'ordinateur. L'iBook se démarque aussi par l'absence de verrou pour bloquer l'écran en position fermée et la présence d'une poignée pour le porter. Il est aussi le premier ordinateur grand public à disposer du Wi-Fi intégré par défaut.
En mai 2001, Apple le remplace par l'iBook « Dual USB ».

### Les modèles

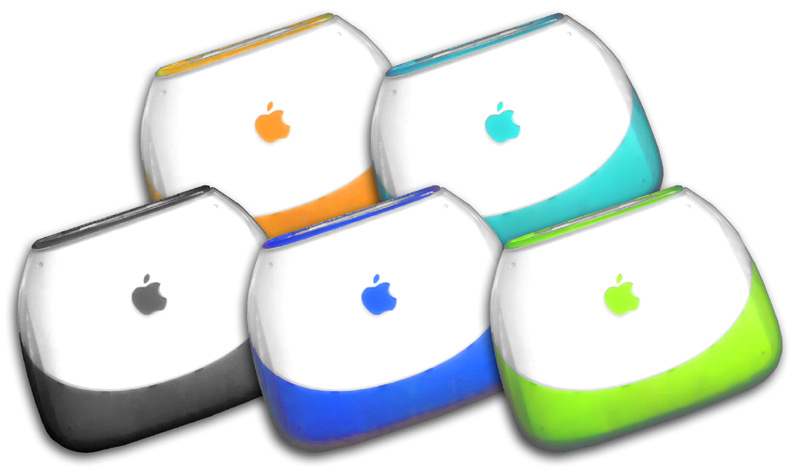
Les cinq couleurs des iBook « palourde » :

- En haut : Tangerine et Blueberry
- En bas : Graphite, Indigo et Key Lime

| iBook G3                                   | iBook G3                                                                                           | iBook G3                                                                      | iBook G3                                                                                             |
| Date de commercialisation                  | 21 juillet 1999                                                                                    | 16 février 2000                                                               | 13 septembre 2000                                                                                    |
| ------------------------------------------ | -------------------------------------------------------------------------------------------------- | ----------------------------------------------------------------------------- | --- |
| Écran                                      | 12 Écran TFT à matrice active, définition : 800 × 600 pixels                                       | 12 Écran TFT à matrice active, définition : 800 × 600 pixels                  | 12 Écran TFT à matrice active, définition : 800 × 600 pixels                                         |
| Couleurs                                   | Tangerine et Blueberry                                                                             | Graphite                                                                      | Graphite, Indigo, and Key Lime                                                                       |
| Front side bus                             | 66 MHz                                                                                             | 66 MHz                                                                        | 66 MHz                                                                                               |
| Processeur                                 | PowerPC G3 (750) : 300 ou 366 MHz                                                                  | PowerPC G3 (750) : 366 MHz                                                    | PowerPC G3 (750cxe) : 366 ou 466 MHz                                                                 |
| Cache                                      | 64 ko L1, 512 ko L2                                                                                | 64 ko L1, 512 ko L2                                                           | 64 ko L1, 256 ko L2                                                                                  |
| Mémoire vive                               | 32 ou 64 Mo (fixée sur la carte mère) Extensible jusqu'à 544 ou 576 Mo (288 ou 320 Mo selon Apple) | 64 Mo (fixée sur la carte mère) Extension jusqu'à 576 Mo (320 Mo selon Apple) | 64 Mo (fixée sur la carte mère) Extension jusqu'à 576 Mo (320 Mo selon Apple)                        |
| Carte graphique                            | ATI Rage Mobility (2× AGP) avec 4 Mo de SDRAM                                                      | ATI Rage Mobility (2× AGP) avec 4 Mo de SDRAM                                 | ATI Rage Mobility 128 (2× AGP) avec 8 Mo de SDRAM                                                    |
| Disque dur                                 | 3,2 ou 6 Go ATA                                                                                    | 6 Go ATA                                                                      | 10 Go ATA                                                                                            |
| AirPort                                    | Optionnel Integrated 802.11b AirPort Card                                                          | Optionnel Integrated 802.11b AirPort Card                                     | Optionnel Integrated 802.11b AirPort Card                                                            |
| Lecteur CD                                 | Lecteur CD-ROM 24×                                                                                 | Lecteur CD-ROM 24×                                                            | Lecteur CD-ROM 24× ou Lecteur DVD-ROM 4×                                                             |
| Ports                                      | USB 1.1, Jack 3,5 mm pour écouteurs, 10/100 Ethernet                                               | USB 1.1, Jack 3,5 mm pour écouteurs, 10/100 Ethernet                          | USB 1.1, FireWire 400, Jack 3,5 mm pour écouteurs avec sortie audio/vidéo composite, 10/100 Ethernet |
| Système d'exploitation (initial)           | Mac OS 8.6                                                                                         | Mac OS 9.0.2                                                                  | Mac OS 9.0.4                                                                                         |
| Système d'exploitation (avec mises-à-jour) | Mac OS X 10.3.9 Panther et Mac OS 9.2.2                                                            | Mac OS X 10.3.9 Panther et Mac OS 9.2.2                                       | Mac OS X 10.4.11 Tiger et Mac OS 9.2.2                                                               |
| Poids                                      | 3,0 kg                                                                                             | 3,0 kg                                                                        | 3,0 kg                                                                                               |
| Dimensions                                 | 34,3 × 29,5 × 4,57 cm (13,5 × 11,6 × 1,8 pouces)                                                   | 34,3 × 29,5 × 4,57 cm (13,5 × 11,6 × 1,8 pouces)                              | 34,3 × 29,5 × 4,57 cm (13,5 × 11,6 × 1,8 pouces)                                                     |

## iBook G3 Dual USB
Apple présente sa seconde génération d'iBook G3 lors d'une conférence de presse à Cupertino, le 1er mai 2001. Les couleurs vives sont abandonnées, tout comme la poignée et l'absence de verrou.
L'iBook résultant est uniquement disponible en blanc avec un boitier en polycarbonate. Il est 30 % plus léger et moitié moins volumineux que son prédécesseur, étant plus petit dans les trois dimensions. Malgré cela, il comporte un port USB supplémentaire et une plus grande définition d'écran.
Avec cette mise à jour, Apple commence sa transition d'ordinateur coloré vers des ordinateurs avec des boitiers en polycarbonate blanc, comme ça sera le cas avec l'iMac G5 ou l'eMac. Par opposition, les produits orientés professionnels arborent, eux, une finition en aluminium anodisé.

### Modèles
| Component                         | iBook G3 Dual USB 12" | iBook G3 Dual USB 12" | iBook G3 Dual USB 12" | iBook G3 Dual USB 12" | iBook G3 Dual USB 12" |
| Refresh Date                      | 1er mai 2001 | 16 octobre 2001 | 20 mai 2002 | 6 novembre 2002 | 22 avril 2003 |
| --------------------------------- | --- | --- | --- | --- | --- |
| Display                           | écran 12.1" TFT XGA à matrice active, définition : 1024×768 | écran 12.1" TFT XGA à matrice active, définition : 1024×768 | écran 12.1" TFT XGA à matrice active, définition : 1024×768 | écran 12.1" TFT XGA à matrice active, définition : 1024×768 | écran 12.1" TFT XGA à matrice active, définition : 1024×768 |
| Front side bus                    | 66 MHz | 66 MHz ou 100 MHz | 100 MHz | 100 MHz | 100 MHz |
| Processeur                        | 500 MHz PowerPC G3 (750cxe) | 500 MHz ou 600 MHz PowerPC G3 (750cxe ou 745/755) | 600 MHz ou 700 MHz PowerPC G3 (750fx) | 700 MHz ou 800 MHz PowerPC G3 (750fx) | 800 MHz ou 900 MHz PowerPC G3 (750fx) |
| Cache                             | 64kb L1, 256kb L2 cache (1:1) | 64kb L1, 256kb L2 cache (1:1) | 64kb L1, 512kb L2 cache (1:1) | 64kb L1, 512kb L2 cache (1:1) | 64kb L1, 512kb L2 cache (1:1) |
| Mémoire                           | 64 MB ou 128 MB (fixé à la carte mère) extensible à 576 MB ou 640 MB) | 128 MB (fixé à la carte mère) extensible à 640 MB | 128 MB (fixé à la carte mère) extensible à 640 MB | 128 MB (fixé à la carte mère) extensible à 640 MB | 128 MB (fixé à la carte mère) extensible à 640 MB |
| Puce graphique                    | ATI Rage Mobility 128 (2X AGP) avec 8 MB de SDRAM | ATI Rage Mobility 128 (2X AGP) avec 8 MB de SDRAM | ATI Mobility Radeon (AGP 2X) avec 16 MB de SDRAM | ATI Mobility Radeon 7500 (AGP 2X) avec 16MB (700 MHz) ou 32 MB (800 MHz) de SDRAM | ATI Mobility Radeon 7500 (2X AGP) avec 32 MB de SDRAM |
| Disque dur                        | 10 GB ATA | 15 GB ou 20 GB (optionnel sur le modèle 600 MHz uniquement) ATA | 20 GB ou 30 GB ATA | 20 GB (700 MHz) ou 30 GB (800 MHz) ATA | 30 GB (800 MHz) ou 40 GB (900 MHz) ATA |
| AirPort                           | Optional Carte airport 802.11b intégré | Optional Carte airport 802.11b intégré | Optional Carte airport 802.11b intégré | Optional Carte airport 802.11b intégré | Optional Carte airport 802.11b intégré |
| Lecture optique                   | Lecteur CD-ROM ou DVD-ROM ou CD-RW ou DVD-ROM/CD-RW | Lecteur CD-ROM (500 MHz) ou DVD-ROM ou DVD-ROM/CD-RW (600 MHz) | Lecteur CD-ROM (600 MHz) ou DVD-ROM/CD-RW (700 MHz) | Lecteur CD-ROM (700 MHz) ou DVD-ROM/CD-RW (800 MHz) | Lecteur CD-ROM (800 MHz) ou DVD-ROM/CD-RW (900 MHz) |
| Ports                             | A/V Port supporting VGA, Composite Video and Sound via adaptors. 2x USB 1.1. 1x FireWire 400. 10/100 Ethernet. 56k v.90 modem. Internal Microphone and Kensington Security Lock. | A/V Port supporting VGA, Composite Video and Sound via adaptors. 2x USB 1.1. 1x FireWire 400. 10/100 Ethernet. 56k v.90 modem. Internal Microphone and Kensington Security Lock. | Mini VGA supporting VGA, Composite and S-Video via adaptor. 3,5 mm Sound out. 2x USB 1.1. 1x FireWire 400. 10/100 Ethernet. 56k v.90 modem. Internal Microphone and Kensington Security Lock. | Mini VGA supporting VGA, Composite and S-Video via adaptor. 3,5 mm Sound out. 2x USB 1.1. 1x FireWire 400. 10/100 Ethernet. 56k v.90 modem. Internal Microphone and Kensington Security Lock. | Mini VGA supporting VGA, Composite and S-Video via adaptor. 3,5 mm Sound out. 2x USB 1.1. 1x FireWire 400. 10/100 Ethernet. 56k v.90 modem. Internal Microphone and Kensington Security Lock. |
| Système d'exploitation            | Mac OS 9.1 | Mac OS 9.2.1 / OS X 10.1 | Mac OS 9.2.2 / OS X 10.1.4 | Mac OS 9.2.2 / OS X 10.2.1 | Mac OS 9.2.2 / OS X 10.2.4 |
| Système d'exploitation (au mieux) | Mac OS X 10.4.11 "Tiger" et Mac OS 9.2.2 | Mac OS X 10.4.11 "Tiger" et Mac OS 9.2.2 | Mac OS X 10.4.11 "Tiger" et Mac OS 9.2.2 | Mac OS X 10.4.11 "Tiger" et Mac OS 9.2.2 | Mac OS X 10.4.11 "Tiger" et Mac OS 9.2.2 |
| poids                             | 4.9 lbs (2,2 kg) | 4.9 lbs (2,2 kg) | 4.9 lbs (2,2 kg) | 4.9 lbs (2,2 kg) | 4.9 lbs (2,2 kg) |
| Dimensions                        | 3,4 × 28,5 × 23,0 cm | 3,4 × 28,5 × 23,0 cm | 3,4 × 28,5 × 23,0 cm | 3,4 × 28,5 × 23,0 cm | 3,4 × 28,5 × 23,0 cm |

| Composants                         | iBook G3 Dual USB 14" | iBook G3 Dual USB 14" | iBook G3 Dual USB 14" | iBook G3 Dual USB 14" |
| Date de mise à jour                | 7 janvier 2002 | 20 mai 2002 | 6 novembre 2002 | 22 avril 2003 |
| ---------------------------------- | --- | --- | --- | --- |
| Display                            | écran 14.1" TFT XGA à matrice active, définition : 1024×768 pixels | écran 14.1" TFT XGA à matrice active, définition : 1024×768 pixels | écran 14.1" TFT XGA à matrice active, définition : 1024×768 pixels | écran 14.1" TFT XGA à matrice active, définition : 1024×768 pixels |
| Front side bus                     | 100 MHz | 100 MHz | 100 MHz | 100 MHz |
| Processeur                         | 600 MHz PowerPC G3 (745/755) | 700 MHz PowerPC G3 (750fx) | 800 MHz PowerPC G3 (750fx) | 900 MHz PowerPC G3 (750fx) |
| Cache                              | 64kb L1, 256kb L2 cache (1:1) | 64kb L1, 512kb L2 cache (1:1) | 64kb L1, 512kb L2 cache (1:1) | 64kb L1, 512kb L2 cache (1:1) |
| Mémoire                            | 256 MB (128 MB fixé sur la carte mère) Extensible à 640 MB | 256 MB (128 MB fixé sur la carte mère) Extensible à 640 MB | 256 MB (128 MB fixé sur la carte mère) Extensible à 640 MB | 256 MB (128 MB fixé sur la carte mère) Extensible à 640 MB |
| Puce graphique                     | ATI Rage Mobility 128 (2X AGP) avec 8 MB de SDRAM | ATI Mobility Radeon (2X AGP) avec 16 MB de SDRAM | ATI Mobility Radeon 7500 (2X AGP) avec 32 MB de SDRAM | ATI Mobility Radeon 7500 (2X AGP) avec 32 MB de SDRAM |
| Disque dur                         | 20 GB ATA | 30 GB ATA | 30 GB ATA | 40 GB ATA |
| AirPort                            | Optional Integrated 802.11b AirPort Card | Optional Integrated 802.11b AirPort Card | Optional Integrated 802.11b AirPort Card | Optional Integrated 802.11b AirPort Card |
| Lecteur optique                    | Lecteur DVD-ROM/CD-RW | Lecteur DVD-ROM/CD-RW | Lecteur DVD-ROM/CD-RW | Lecteur DVD-ROM/CD-RW |
| Ports                              | A/V Port supporting VGA, Composite Video and Sound via adaptors. 2x USB 1.1. 1x FireWire 400. 10/100 Ethernet. 56k v.90 modem. Internal Microphone and Kensington Security Lock. | Mini VGA supporting VGA, Composite and S-Video via adaptor. 3,5 mm Sound out. 2x USB 1.1. 1x FireWire 400. 10/100 Ethernet. 56k v.90 modem. Internal Microphone and Kensington Security Lock. | Mini VGA supporting VGA, Composite and S-Video via adaptor. 3,5 mm Sound out. 2x USB 1.1. 1x FireWire 400. 10/100 Ethernet. 56k v.90 modem. Internal Microphone and Kensington Security Lock. | Mini VGA supporting VGA, Composite and S-Video via adaptor. 3,5 mm Sound out. 2x USB 1.1. 1x FireWire 400. 10/100 Ethernet. 56k v.90 modem. Internal Microphone and Kensington Security Lock. |
| Système d'exploitation             | Mac OS 9.2.1 / OS X 10.1.2 | Mac OS 9.2.2 / OS X 10.1.4 | Mac OS 9.2.2 / OS X 10.2.1 | Mac OS 9.2.2 / OS X 10.2.4 |
| Système d'exploitation (au mieux)' | Mac OS X 10.4.11 "Tiger" et Mac OS 9.2.2 | Mac OS X 10.4.11 "Tiger" et Mac OS 9.2.2 | Mac OS X 10.4.11 "Tiger" et Mac OS 9.2.2 | Mac OS X 10.4.11 "Tiger" et Mac OS 9.2.2 |
| Poids                              | 2,7 kg | 2,7 kg | 2,7 kg | 2,7 kg |
| Dimensions                         | 3,4 × 32,3 × 25,9 cm | 3,4 × 32,3 × 25,9 cm | 3,4 × 32,3 × 25,9 cm | 3,4 × 32,3 × 25,9 cm |

## iBook G4
Apple apporte le PowerPC G4 aux iBook le 23 octobre 2003, mettant ainsi fin à l'utilisation des processeurs PowerPC G3 par Apple. Le lecteur optique à tiroir est remplacé par un lecteur mange disque.
| Composant              | iBook G4 | iBook G4 (Early 2004) | iBook G4 (Late 2004) | iBook G4 (Mid 2005) |
| ---------------------- | --- | --- | --- | --- |
| Écran                  | écran 12,1" or 14,1" TFT XGA à matrice active, définition : 1024×768 pixels                                                                                                  | écran 12,1" or 14,1" TFT XGA à matrice active, définition : 1024×768 pixels                                                                                                  | écran 12,1" or 14,1" TFT XGA à matrice active, définition : 1024×768 pixels                                                                                                  | écran 12,1" or 14,1" TFT XGA à matrice active, définition : 1024×768 pixels                                                                                                  |
| Processeur             | 800, 933 MHz, ou 1,0 GHz PowerPC G4 (7455) | 1,07 ou 1,2 GHz PowerPC G4 (7447A) | 1,2 ou 1,33 GHz PowerPC G4 (7447A) | 1,33 ou 1,42 GHz PowerPC G4 (7447A) |
| Cache                  | 64KB L1, 256KB L2 Cache (1:1) | 64KB L1, 512KB L2 Cache (1:1) | 64KB L1, 512KB L2 Cache (1:1) | 64KB L1, 512KB L2 Cache (1:1) |
| Front side bus         | 133 MHz | 133 MHz | 133 MHz | 133 MHz ou 142 MHz (14,1") |
| Mémoire vive           | 256 MB (128 MB fixé à la carte mère) Extensible à 1,12 GB | 256 MB (fixé à la carte mère) Extensible à 1,25 GB | 256 MB (fixé à la carte mère) Extensible à 1,25 GB | 512 MB (fixé à la carte mère) Extensible à 1,5 GB |
| Puce graphique         | ATI Mobility Radeon 9200 (4X AGP) avec 32 MB de SDRAM | ATI Mobility Radeon 9200 (4X AGP) avec 32 MB de SDRAM | ATI Mobility Radeon 9200 (4X AGP) avec 32 MB de SDRAM | ATI Mobility Radeon 9550 (4X AGP) avec 32 MB de SDRAM |
| Disque dur             | 30, 40, ou 60 GB | 30, 40, ou 60 GB | 30, 60, ou 80 GB 4 200 tr/min | 40, 60, 80, ou 100 GB 4 200 tr/min |
| AirPort                | Carte AirPort Extreme 802.11b/g optionnelle | Carte AirPort Extreme 802.11b/g optionnelle ou intégrée | Carte AirPort Extreme 802.11b/g intégré | Carte AirPort Extreme 802.11b/g intégré |
| Bluetooth              | Bluetooth 1.1 optionnel | Bluetooth 1.1 optionnel | Bluetooth 1.1 optionnel | Built-in Bluetooth 2.0 + EDR |
| Lecteur optique        | Mange-disque DVD/CD-RW Combo | Mange-disque DVD/CD-RW Combo ou DVD-R/CD-RW SuperDrive | Mange-disque DVD/CD-RW Combo ou DVD-R/CD-RW SuperDrive | Mange-disque DVD/CD-RW Combo ou DVD±RW/CD-RW SuperDrive |
| Ports                  | 2 - USB 2.0, 1 - FireWire 400, 10/100BASE-T Ethernet, 56k v.92 modem, Built-in Microphone, 1 - 3,5 mm audio out, Mini VGA supporting VGA, Composite and S-Video via adaptor. | 2 - USB 2.0, 1 - FireWire 400, 10/100BASE-T Ethernet, 56k v.92 modem, Built-in Microphone, 1 - 3,5 mm audio out, Mini VGA supporting VGA, Composite and S-Video via adaptor. | 2 - USB 2.0, 1 - FireWire 400, 10/100BASE-T Ethernet, 56k v.92 modem, Built-in Microphone, 1 - 3,5 mm audio out, Mini VGA supporting VGA, Composite and S-Video via adaptor. | 2 - USB 2.0, 1 - FireWire 400, 10/100BASE-T Ethernet, 56k v.92 modem, Built-in Microphone, 1 - 3,5 mm audio out, Mini VGA supporting VGA, Composite and S-Video via adaptor. |
| Système d'exploitation | Mac OS X 10.3 "Panther" | Mac OS X 10.3 "Panther" | Mac OS X 10.4 "Tiger" à partir du modèle 1,2 GHz. | Mac OS X 10.4 "Tiger" à partir du modèle 1,2 GHz. |
| Poids                  | (2,2 kg) 12,1" / 2,7 kg 14,1" | (2,2 kg) 12,1" / 2,7 kg 14,1" | (2,2 kg) 12,1" / 2,7 kg 14,1" | (2,2 kg) 12,1" / 2,7 kg 14,1" |
| Dimensions             | 3,4 × 28,4 × 23,1 cm 12,1" / 3,4 × 32,3 × 25,9 cm 14,1" | 3,4 × 28,4 × 23,1 cm 12,1" / 3,4 × 32,3 × 25,9 cm 14,1" | 3,4 × 28,4 × 23,1 cm 12,1" / 3,4 × 32,3 × 25,9 cm 14,1" | 3,4 × 28,4 × 23,1 cm 12,1" / 3,4 × 32,3 × 25,9 cm 14,1" |

## Des problèmes de qualité sur certains modèles
À partir de novembre 2003, certains utilisateurs de iBook G3 rapportent des problèmes qui concernent l'écran. Certains plaignants ont même pensé à lancer une Class action contre Apple. En réponse à ces problèmes, Apple lance en janvier 2004 l'iBook Logic Board Repair Extension Program qui couvre les coûts de réparation des iBook sur 3 ans.
Pas plus d'un an après le lancement de l'iBook G4, il s'est avéré que ce dernier souffrait des mêmes problèmes que son prédécesseur. Cependant, l'iBook Logic Board Repair Extension Program ne couvrait pas les problèmes apparus sur l'iBook G4, ce qui fit perdre à Apple un certain nombre de clients, à cause des réparations très coûteuses et du nombre de machines en panne.
En décembre 2006 une nouvelle « class action » fut lancée. Un forum de discussion a avancé la thèse selon laquelle les problèmes des iBook seraient dus à une perte de contact entre le GPU et la carte mère. L'utilisation d'une cale entre la coque en plastique et le GPU résolvait le problème. Apple utilisa la même solution pour résoudre ces problèmes. Il est possible de retrouver temporairement une image correcte à l'écran en pressant sur la coque à mi-chemin entre le trackpad et le bord gauche de la coque. Mais Apple refuse toujours de prendre ses responsabilités et de reconnaître le problème récurrent de l'iBook G4 14 pouces. Au contraire, la ligne de conduite dans les centres de réparation Apple est de nier, malgré l'évidence et le gain de cause obtenu par des utilisateurs danois ayant intenté un procès à Apple, tout problème avec la génération G4 des iBook.[réf. nécessaire]